# 오도현 (화가)
오도현(吳道玄, 685년 ~ 758년) 은 중국 당나라 현종 때의 화가이다. 지방의 하층 관리였으나 현종에게 재능을 인정받아 궁교 박사가 되었다. 인물·산수·초목 등을 그리는 데 있어서 당대 제일이었고, 제자들을 데리고 수도원의 사원 등에 그린 벽화의 수는 300점이 넘었다. 현존하는 작품은 없으나 생동적이고 양감에 넘친 표현으로 유명하다.

## 같이 보기
- 중국 신화